# 헤수스 카스티요
헤수스 압달라 카스티요 몰리나(스페인어: Jesús Abdallah Castillo Molina, 2001년 6월 11일 ~ )는 페루의 축구 선수로 현재 포르투갈 프리메이라리가의 질 비센트 FC에서 수비형 미드필더로 뛰고 있다.